# Allium telmatum
Allium telmatum — вид трав'янистих рослин родини амарилісові (Amaryllidaceae), ендемік Хорватії.

## Опис
Цибулина  15−20 × 10−15 мм; зовнішні оболонки шкірясті, чорно-сіруваті; цибулинки бувають. Стебло довжиною 30−40 см. Листків 3–4, 5-ребристі до 15 см завдовжки й до 2−2.5 мм завширшки. Квітів 10−28. Повітряних цибулинок нема. Оцвітина дзвоноподібної форми; листочки оцвітини еліптичні, 5.5−6 мм завдовжки; внутрішні 3 мм завширшки, зовнішні 3.2−3.5 мм завширшки, біло-рожеві, з пурпуровим відтінком. Пиляки біло-жовтуваті, з рожевим відтінком, 1.5−1.6 × 0.8−0.9 мм, округлі на верхівці. Зав'язь 3.5−3.7 × 2 мм. Коробочка 4.5−5 × 3.7−4.2 мм.

## Поширення
Ендемік Хорватії.